# Spiaggia a Sainte-Adresse
Spiaggia a Sainte-Adresse è un dipinto a olio su tela (75,8xcm 102,5 cm) realizzato nel 1867 dal pittore francese Claude Monet. È conservato nell'Art Institute of Chicago.
Il quadro mostra la spiaggia di Sainte-Adresse con il suo piccolo villaggio di pescatori.
Anche se la giornata è molto nuvolosa, la luce che emana dalla tela è più vivida ed intensa che mai. Il cielo è un immenso e sconfinato tappeto di innumerevoli, fulgide nuvole.